# Mardonius interruptus
Mardonius interruptus är en mångfotingart som först beskrevs av Henri W. Brölemann 1902.  Mardonius interruptus ingår i släktet Mardonius och familjen Spirostreptidae. Inga underarter finns listade i Catalogue of Life.